# 瑞興百貨
瑞興百貨（英語：Shui Hing Department Store，港交所除牌時0241.HK）是過去香港一間老牌百貨公司，現在已經退出百貨業務。現時主席是古勝祥。

## 歷史
古勝祥的祖父本身已經在毛里裘斯經營洋雜生意。到1920年代初，古勝祥在毛里裘斯出生的父親古瑞庭回鄉娶親，卻因戰亂滯留香港，並當上了水務局的抄水表公務員。後來他跟幾個朋友湊份開辦瑞興雜貨店，到1926年，瑞興百貨正式開業。
後來受惠戰爭，大量難民湧到香港，瑞興的發展開始加快，但不久戰火蔓延香港，瑞興的業務因香港淪陷中斷。到戰後的1946年，古瑞庭因心臟病發逝世，由於兄長尚在美國求學，因此由古勝祥接掌百貨生意。在古勝祥經營下，在1948年時，瑞興百貨名聲已經響遍九龍。1950和60年代又引進意大利和法國品牌，其中1956年在香港率先採用自動開關玻璃大門更加為之哄動。當年大部分百貨公司的門市都集中於香港島的中環及上環一帶，瑞興是少數位於九龍的百貨公司，其業務亦一直集中於九龍，由於其時未有過海隧道，渡海需要乘船，瑞興無需與香港島相同規模的百貨公司競爭，九龍也沒有相似規模及售賣產品相似的同業對手，在當年可謂近乎在九龍獨市經營。
1963年，瑞興位於尖沙咀彌敦道的新建商廈落成（現稱彩星中心），其設計特意邀請意大利建築師潘地主理。1965年瑞興牽頭尖沙咀的多家商店及企業，沿著彌敦道的燈柱佈置聖誕燈飾，是九龍半島的公共道路首次掛上聖誕燈飾。
到1970年代，瑞興更上一層樓，開辦瑞榮超級市場，並將瑞興百貨的業務拓展至新加坡，瑞興亦都趁這時候上市。1990年再於旺角惠豐中心承繼前永安百貨在地下至3樓全層的舖位開設第二家分店。
1960年大丸率先成為在香港設店的日本百貨公司，1970年代開始有多家日資百貨公司在香港開業，為香港人提供耳目一新的購物體驗，香港本地百貨公司面對激烈競爭，吉之島及八佰伴在香港廣設門市，馬莎百貨及千色百貨也在香港零售業高速擴張的1980年代開業，1980年代的香港百貨公司林立，本地百貨公司的利潤難免被攤薄，踏入1990年代，瑞興的業績開始走下坡，本地百貨公司天祥退出市場，此後日本經濟開始衰退，不少日資百貨公司因母公司在日本破產而結業或被轉售，香港百貨業的熱潮逐漸減退。到1997年，瑞興將百貨公司業務以9.7億元轉售予永義國際，又將物業悉售，古氏家族就此淡出百貨業務，豈料當年年尾發生亞洲金融風暴席捲香港，零售業衰退，地產也進入低潮，古勝祥就此逃過一劫，而承接百貨業務的永義國際決定將瑞興百貨結業。現時古勝祥的其中一個兒子古賢倫仍有經營食品和紅酒生意。

## 外部連結
- 瑞興主席胞弟　二人鮮有來往 （页面存档备份，存于）
- 古勝祥: 國瑞業興創百貨傳奇[永久]